# タフゴレン

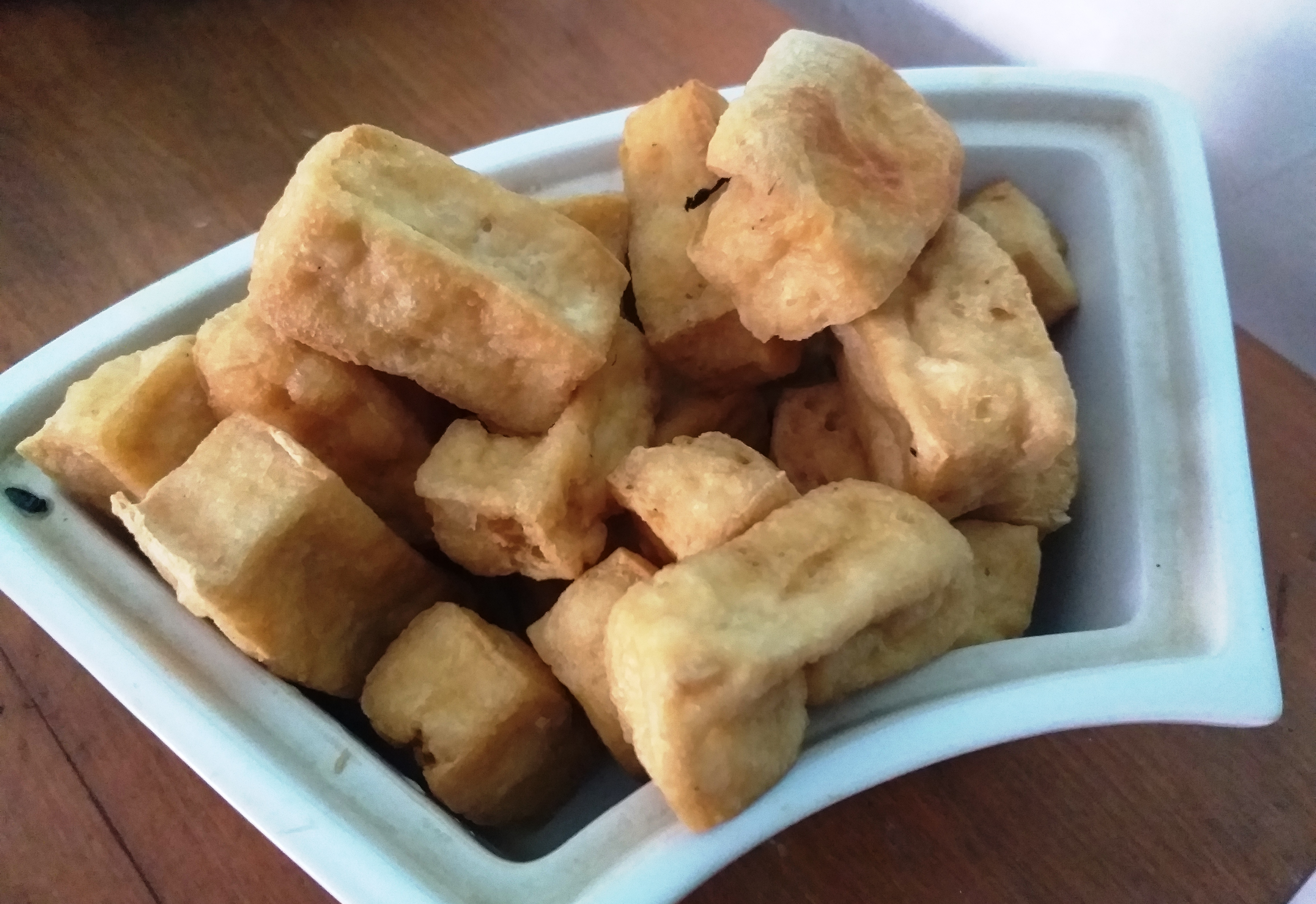
タフゴレンの例

タフゴレン（Tahu goreng、Tauhu goreng）は、インドネシア料理、シンガポール料理、マレーシア料理、ブルネイ料理の一種。「タフ」と呼ばれるかための豆腐を油で揚げた（「ゴレン」）料理であり、見た目は日本の厚揚げに似る。日本語のカタカナ表記としてはタフ・ゴレンもある。
定番の副菜としてそのまま食されるほかにも、スープに入れる、炒める、サラダに入れるなど、料理の材料として幅広く利用されている。